# Костас Манолас
Константинос „Костас“ Манолас (грч. Κωνσταντίνος Κώστας Μανωλάς; Наксос, 14. јун 1991) је грчки фудбалер, који тренутно игра за Олимпијакос и фудбалску репрезентацију Грчке.

## Каријера
Костас Манолас је 2005. играо за омладинце екипе Трасивулос. Игра на позицији штопера. У 2009. је одиграо шест утакмица за први тим. До краја сезоне је напустио клуб, и преселио се у АЕК, са којим је потписао трогодишњи уговор. Дебитовао је 13. марта 2010. у утакмици против клуба Кавала. Укупно у првој сезони за АЕК је одиграо 10 утакмица у лиги и постигао 1 гол.
У сезони 2010/11 Манолас је успео да постане један од главних играча у тиму, наступио је на укупно 36 утакмица и постигао 3 гола. Априла 2011. освојио је први трофеј у каријери — Куп Грчке.
Привукао је пажњу енглеских фудбалских клубова као што су Евертон, Њукасл, Блекбурн роверс, Виган атлетик и Вест Хем јунајтед. Од 2012. наступа за Олимпијакос, а 2013. осваја дуплу круну.
Манолас је 10. априла 2018. постигао одлучујући гол у победи Роме (3:0) над Барселоном у четвртфиналу Лиге шампиона.

## Репрезентација
Манолас је играо за младу репрезентацију Грчке 5 пута. Дебитовао је за А тим Грчке 2013. године. Уврштен је међу 23 играча који су представљали Грчку на Светском првенству 2014. у Бразилу.

## Трофеји

### АЕК Атина
- Куп Грчке (1) : 2010/11.

### Олимпијакос
- Суперлига Грчке (2) : 2012/13, 2013/14.
- Куп Грчке (1) : 2012/13.